# Alexis Boutamba Mbina
 (janvier 2025).
Alexis Boutamba Mbina est un homme politique gabonais.
Il a été ministre de la Justice, puis député du 1er siège du département de Mougoutsi dans la province de la Nyanga. Il est nommé Médiateur de la République lors du conseil des ministres du 28 avril 2023, lequel a également entériné la nomination d’un Médiateur de la République adjoint et de plusieurs médiateurs délégués.